# Antonia Stergiou
Antonia Stergiou, talvolta accreditata come Adonia Steryiou (in greco Αντωνία Στεργίου?; Saranda, 7 luglio 1985), è un'ex altista greca.

## Palmarès
| Anno | Manifestazione                | Sede         | Evento        | Risultato | Prestazione | Note                                     |
| ---- | ----------------------------- | ------------ | ------------- | --------- | ----------- | ---------------------------------------- |
| 2004 | Mondiali juniores             | Grosseto     | Salto in alto | 7ª        | 1,84 m      |                                          |
| 2004 | Campionati balcanici juniores | Banja Luka   | Salto in alto | Oro       | 1,77 m      |                                          |
| 2005 | Europei under 23              | Erfurt       | Salto in alto | 10ª       | 1,75 m      |                                          |
| 2007 | Europei under 23              | Debrecen     | Salto in alto | Argento   | 1,92 m      |                                          |
| 2007 | Mondiali                      | Osaka        | Salto in alto | 25ª (q)   | 1,88 m      |                                          |
| 2008 | Giochi olimpici               | Pechino      | Salto in alto | 24ª (q)   | 1,85 m      |                                          |
| 2009 | Campionati balcanici indoor   | Il Pireo     | Salto in alto | Oro       | 1,84 m      |                                          |
| 2009 | Europei indoor                | Torino       | Salto in alto | 12ª (q)   | 1,85 m      |                                          |
| 2009 | Giochi del Mediterraneo       | Pescara      | Salto in alto | Bronzo    | 1,89 m      |                                          |
| 2009 | Mondiali                      | Berlino      | Salto in alto | 11ª (q)   | 1,92 m      | Miglior prestazione personale stagionale |
| 2010 | Europei                       | Barcellona   | Salto in alto | 8ª        | 1,92 m      |                                          |
| 2011 | Campionati balcanici indoor   | Paiania      | Salto in alto | Oro       | 1,86 m      |                                          |
| 2012 | Europei                       | Helsinki     | Salto in alto | 11ª       | 1,80 m      |                                          |
| 2012 | Giochi olimpici               | Londra       | Salto in alto | 13ª (q)   | 1,93 m      |                                          |
| 2013 | Campionati balcanici          | Stara Zagora | Salto in alto | Oro       | 1,95 m      |                                          |
| 2013 | Giochi del Mediterraneo       | Mersin       | Salto in alto | Bronzo    | 1,90 m      |                                          |
| 2013 | Universiadi                   | Kazan'       | Salto in alto | 4ª        | 1,87 m      |                                          |
| 2013 | Mondiali                      | Mosca        | Salto in alto | 19ª (q)   | 1,83 m      |                                          |

## Altre competizioni internazionali
2008
- Bronzo in Coppa Europa - First League ( Istanbul), salto in alto - 1,91 m